# 川島如惠留
川島如惠留（日语：／ Kawashima Noel，1994年11月22日—），擁有8分之1的荷蘭血統。是日本的偶像、演員，隸屬於星達拓娛樂。為旗下團體 Travis Japan 的成員。

## 簡歷
- 幼稚園時因為觀看了四季劇團的音樂劇『獅子王』而對演藝工作產生興趣。小學1年級開始學習爵士舞、高年級時也學習古典芭蕾等類型的舞蹈、歌唱技巧和戲劇表演
- 2005年10月，通過四季劇團的音樂劇『獅子王』童星甄選，獲得幼少期辛巴的角色（至2007年6月為止，參與過共計107場的演出）
- 2006年4月，以 SUPER KIDS DANCE UNIT「ワンダー☆5」的一員，用「ノエル」（音為 Noel）的名義成為歌手
- 在一次因緣際會下觀看了少年隊所主演的舞台劇『PLAYZONE』的影片後，受到莫大的衝擊。經母親友人介紹而瞭解傑尼斯事務所的甄選方式後，於2007年10月14日通過甄選正式入社
- 2010年7月，參與了舞台劇『PLAYZONE 2010 ～ROAD TO PLAYZONE～』而組成了團體「S.A.D.」與「JR.A」
- 2012年7月，透過舞蹈選拔課程成為 Travis Japan 的成員
- 2017年2月，取得約1個月的休假至澳洲 Home Stay 並從事幼稚園的保育工作。除了英語能力大幅度提升以外，此舉也令他萌生考取兒童保育員資格證照的想法
- 2019年3月，工作之餘靠著獨自研讀一年的時間，成為傑尼斯事務所內第1位通過國家考試，取得宅地建物取引士（類似台灣的房地產經紀人）資格證照的人。其他擁有的證照還包括秘書檢定、漢字檢定2級。2023年取得日本國內旅行業務經營證照[2]
- 2024年4月14日，開設個人 X 與 YouTube 頻道「のえるの隙間時間」
- 2024年12月2日，因健康因素宣布暫停演藝工作，Travis Japan 將暫由6名成員進行活動。休養期間考取了挖土機與起重機證照
- 2025年5月17日宣布即日起恢復活動

## 演出經歷

### 舞台劇
- あかの他人 デリシャス!（2004年8月26日 - 29日、萬スタジオ）
- ハロー・グッバイ!（2005年1月7日 - 10日、シアターサンモール）
- 四季劇團 獅子王 東京公演（2005年10月 - 2007年6月） - 辛巴（小時候）
- 五木宏 歌舞奏 Special in 新宿KOMA劇場（2007年7月2日 - 27日、新宿KOMA劇場）
- DREAM BOY（2008年3月4日 - 3月30日、帝國劇場）
- 瀧澤演舞場（2008年4月2日 - 27日、新橋演舞場）
- 少年隊 PLAYZONE FINAL 1986〜2008 SHOW TIME Hit Series Change（7月6日 - 8月10日、青山劇場）
- World's Wing 翼 Premium 2008（2008年10月3日 - 10月28日、日生劇場）
- 新春 瀧澤革命（2009年1月1日 - 1月27日、帝國劇場）
- 瀧澤演舞城 '09 タッキー＆Lucky LOVE（2009年3月29日 - 4月26日、新橋演舞場）
- PLAYZONE2009 太陽からの手紙（2009年7月11日 - 8月9日、青山劇場 / 8月21日 - 8月26日、梅田藝術劇場）
- 瀧澤歌舞伎－TAKIZAWA KABUKI－（2010年4月4日 - 5月8日、日生劇場）
- Fan 感謝 Live in 創新劇院『みんなクリエに来てクリエ！』〔PART 3〕（2010年5月28日 - 5月31日、創新劇院）
- 少年たち 格子無き牢獄 （2011年9月5日 - 29日、日生劇場）
- Live House Johnny's 銀座 （2013年5月22日 - 23日、創新劇院）
- ABC座 2015（2015年10月7日 - 28日、日生劇場）
- Endless SHOCK（2019年2月4日 - 3月31日、帝國劇場 / 9月11日 - 10月5日、梅田藝術劇場）
- 英雄本色（2024年6月24日 - 7月8日、日本青年館 Hall / 7月12日 - 16日、歐力士劇場）- 主演・李馬克 Mark（與松倉海斗雙主演）[3]
- 天之驕子 The Man Who Had All the Luck（2025年11月14日 - 12月2日、東京環球劇場）- 主演[4]

### 電視劇
- 用吻堵住妳的唇，不要被發現。（2025年2月4日 - 4月8日、讀賣電視台） - 溝口悟[5]

### 電視動畫
- 多數欠（2024年7月 - 、日本電視台）- 葛西甲斐[6]

### YouTube
- のえるの隙間時間（2024年4月14日 - 、YouTube）

### 活動
- THE REAL AKIBA BOYZ ONEMAN LIVE TOUR 2024「Over The Future」東京（2024年4月21日、TOKYO DOME CITY HALL）- 神秘嘉賓
- niconico 超會議 2024「niconico 超 Poker」（2024年4月28日、千葉幕張展覽館）- 優勝[7]
- P1GP 六本木 SUPER DREAM MATCH（2024年9月21日）
- MOUSE PEACE FES. 2024 1st Bite（2024年10月31日、橫濱國際平和會議場）[8]

### 電視節目
- 親と子のTVスクール （2004年 - 2007年3月、NHK 教育頻道） - 常駐嘉賓
- BSおかあさんといっしょ （2005年、NHK BS） - 民謠舞蹈 Kids・常駐嘉賓
- ハートネットTV「パラマニア」 （2019年4月1日 - 、NHK 教育頻道） - 常駐嘉賓

### 廣告
- Donkey Konga 2 （2004年）
- 索尼 HAPPY WEGA（2005年）

### 其他
- 四八（仮） -SHIJU HACHI- （2007年11月22日、バンプレスト）- 部分聲音演出

## 出版作品

### 散文集
- アイドルのフィルター（2024年11月22日、幻冬舍）[9]

### 網路連載
- GINGER WEB「のえるの心にルビをふる（のえルビ）」（2024年5月22日 -、幻冬舍）[10]

## 作品

### CD
- キセキ（「てるてるいのち 」（2007年11月28日）主題曲，由 MINMI 作詞、作曲）

### DVD
- デューク更家の親子ウォーキングエクササイズ（2005年2月23日）
- BSおかあさんといっしょ なあんちゃって民謡
- NHKアイーダアイダ

## 脚注
1. ↑  . ISLAND TV.   [2021-08-02]. （原始内容存档于2021-01-28） （日语）.
2. ↑  . Sponichi Annex. 2021-04-15  [2022-01-08]. （原始内容存档于2022-01-07） （日语）.
3. ↑  . ORICON NEWS. 2024-03-16  [2024-03-16]. （原始内容存档于2024-03-28） （日语）.
4. ↑  . Sankei Sports. 2025-08-12 （日语）.
5. ↑  . ORICON NEWS. 2024-12-20  [2024-12-20]. （原始内容存档于2024-12-27） （日语）.
6. ↑  . Comic Natalie. 2024-06-18  [2024-06-18] （日语）.
7. ↑  . モデルプレス. 2024-04-29  [2024-04-29]. （原始内容存档于2024-06-14） （日语）.
8. ↑  . ORICON NEWS. 2024-08-29  [2024-08-29]. （原始内容存档于2024-09-06） （日语）.
9. ↑  . ORICON NEWS. 2024-09-18  [2024-05-22]. （原始内容存档于2024-05-29） （日语）.
10. ↑  . ORICON NEWS. 2024-05-20  [2024-05-22]. （原始内容存档于2024-05-29） （日语）.

## 外部連結
- STARTO ENTERTAINMENT > Travis Japan （页面存档备份，存于）
- のえるの隙間時間的X（前Twitter）
- YouTube上的のえるの隙間時間頻道